# Lucky Peterson
Lucky Peterson (Buffalo, 1964. december 13. – Dallas, 2020. május 17.), amerikai gitáros, billentyűs, énekes.

## Pályafutása
Apja, James Peterson – énekes és gitáros – vezette a Governor's Inn blues klubot, amelyben Lucky Petersonnak lehetősége volt megismerkedni számos zenésszel, például Buddy Guy-jal, Koko Taylorral, Muddy Watersszel, Junior Wellsszel.
Orgonán játszani úgy kezdett tanulni, hogy leckéket vett Bill Doggettől és Jimmy Smith-től. Később az orgoáról gitárra váltott, ami a másik kedvenc hangszere lett. Még csak 5 éves volt, amikor Willie Dixon felfigyelt rá. Gitár-játéka a B. B. King stílusára emlékeztet.
Lucky Peterson összeházasodott Tamara Peterson soul énekessel, akivel együtt lépett fel színpadon, és néhány közös lemezük is született.

## Lemezek
- 1969: Our Future: 5 Year Old Lucky Peterson
- 1972: The Father, The Son, The Blues (with James Peterson)
- 1984: Ridin'
- 1989: Lucky Strikes!
- 1991: Triple Play
- 1993: I'm Ready
- 1994: Beyond Cool
- 1996: Lifetime
- 1996: Spirituals & Gospel: Dedicated to Mahalia Jackson (with Mavis Staples)
- 1998: Move
- 1999: Lucky Peterson
- 2001: Double Dealin'
- 2003: Black Midnight Sun
- 2004: If You Can't Fix It (with James Peterson)
- 2006: Lay My Demons Down (with Tommy McCoy)
- 2007: Tête à Tête (with Andy Aledort, Larry McCray)
- 2009: Organ Soul Sessions; 3-CD set
- 2009: Darling Forever (with Tamara Peterson)
- 2010: Heart of Pain
- 2010: You Can Always Turn Around
- 2011: Every Second a Fool is Born
- 2012: Live at the 55 Arts Club Berlin (with Tamara Peterson)
- 2013: Whatever You Say (with Tamara Peterson)
- 2014: I'm Back Again
- 2014: The Son of a Bluesman
- 2014: Travelin' Man
- 2015: July 28, 2014: Live in Marciac
- 2016: Long Nights
- 2017: What Have I Done Wrong: The Best of the JSP Studio Sessions
- 2017: Tribute to Jimmy Smith
- 2019: 50 – Just Warming Up!